# Monumento ad Alexander Ball
Il Monumento ad Alexander Ball (Il-Monument ta' Sir Alexander Ball in lingua maltese, Monument to Sir Alexander Ball in lingua inglese) è un monumento neoclassico situato nei Lower Barrakka Gardens di La Valletta, a Malta.

## Storia

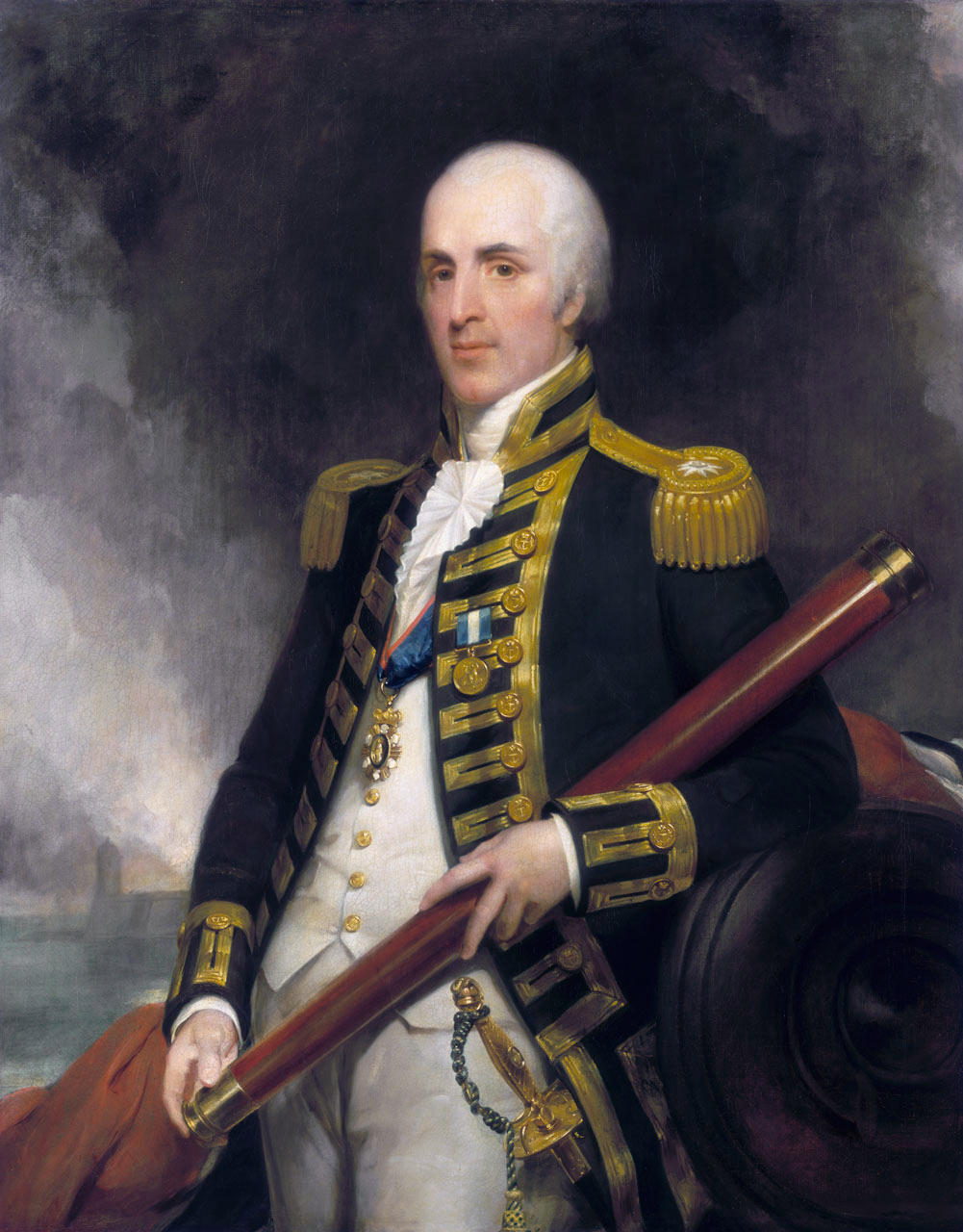
Ritratto di Alexander Ball (ca. 1805/1809) di Henry William Pickersgill

Alexander Ball era un ufficiale della marina britannica che, nel 1798, fu inviato a Malta per aiutare l'esercito maltese nel corso del blocco francese. Ball divenne il primo Commissario Civile di Malta, incarico che ricoprì dal 1799 al 1801 e di nuovo dal 1802 fino alla sua morte, avvenuta il 25 ottobre 1809. Ball era amato e rispettato dai maltesi.
Durante il mese di dicembre del 1809, i maltesi istituirono un comitato di "Deputati della Nazione", e chiesero al commissario ad interim Francis Chapman di costruire un monumento dedicato a Ball. Si scelse di erigere la costruzione nei Lower Barrakka Gardens poiché essa era un'area molto frequentata dagli abitanti di La Valletta, e perché la loro posizione, che si affaccia sul Porto Grande, era ritenuta idonea per omaggiare un ufficiale della marina. Peraltro, la costruzione aveva come scopo quello di simboleggiare il dominio britannico dell'isola.
Il monumento, che viene attribuito all'architetto maltese Giorgio Pullicino, fu costruito nel 1810. Il monumento venne finanziato con i fondi raccolti dalla popolazione locale.
Le intemperie deteriorarono il monumento ad Alexander Ball poco dopo la sua inaugurazione. Nel 1883, il capitano E. H. Seymour formò un comitato per restaurarlo. Nel 1884, il monumento venne ristrutturato dall'architetto Andrea Vassallo sotto la supervisione di Emanuele Luigi Galizia. La struttura fu inaugurata dal governatore Sir Lintorn Simmons il 18 dicembre 1884.
Nel 2001, il monumento ad Alexander Ball venne rinnovato un'altra volta nel corso di una ristrutturazione mirata alla riabilitazione dei Lower Barrakka Gardens.

## Descrizione
Il monumento ad Alexander Ball ha l'aspetto di un tempio dorico neogreco, con un solido naòs e un portico tetrastilo. Per dare un maggiore senso di imponenza, si è deciso di edificarlo su un alto stilobate. Ciascuna delle quattro pareti del naòs contiene una nicchia ove sono presenti le allegorie della Guerra, della Prudenza, della Giustizia e dell'Immortalità che sono opera dello scultore Vincenzo Dimech. Il fregio contiene la seguente iscrizione:
MELITENSIUM PIETAS

ET SUORUM DESIDERIUM

SIMBOLIS PRIVATIS OB MER: P.P.»
Due iscrizioni identiche, una in latino e l'altra in inglese, furono installate alla base del monumento durante il restauro del 1884. L'iscrizione latina recita:
COLLATIONE POPVLI

AEDIFICATVM

d.C. MDCCX

PARIQVE MODO

RESITVTVM

d.C. MDCCCLXXXIV»
Il monumento è ispirato al Tempio di Efesto di Atene, benché sia molto più piccolo rispetto a quest'ultimo.

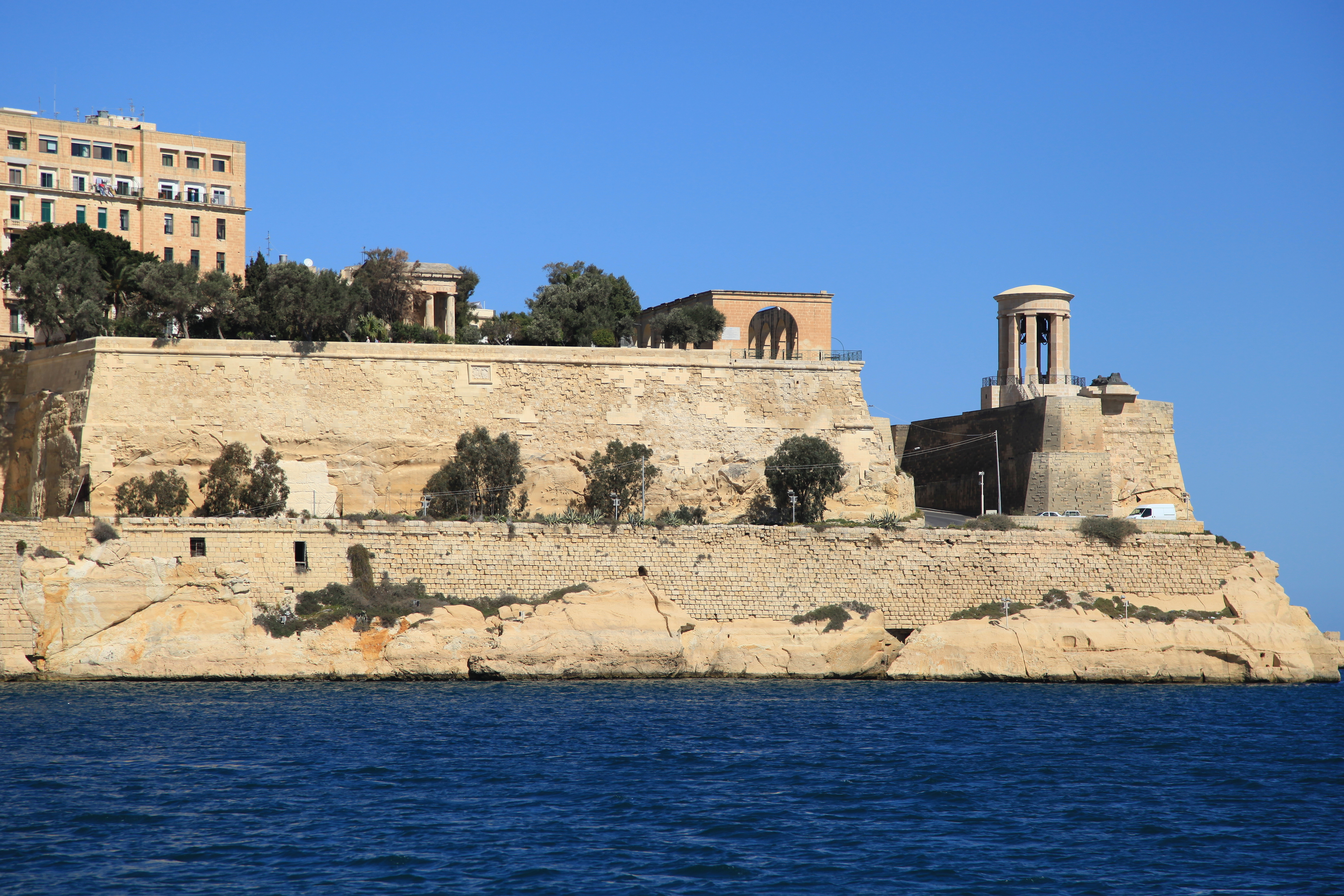
I Lower Barrakka Gardens visti dal Porto Grande. Il Monument to Sir Alexander Ball si trova a sinistra, ed è in parte oscurato dalla vegetazione.
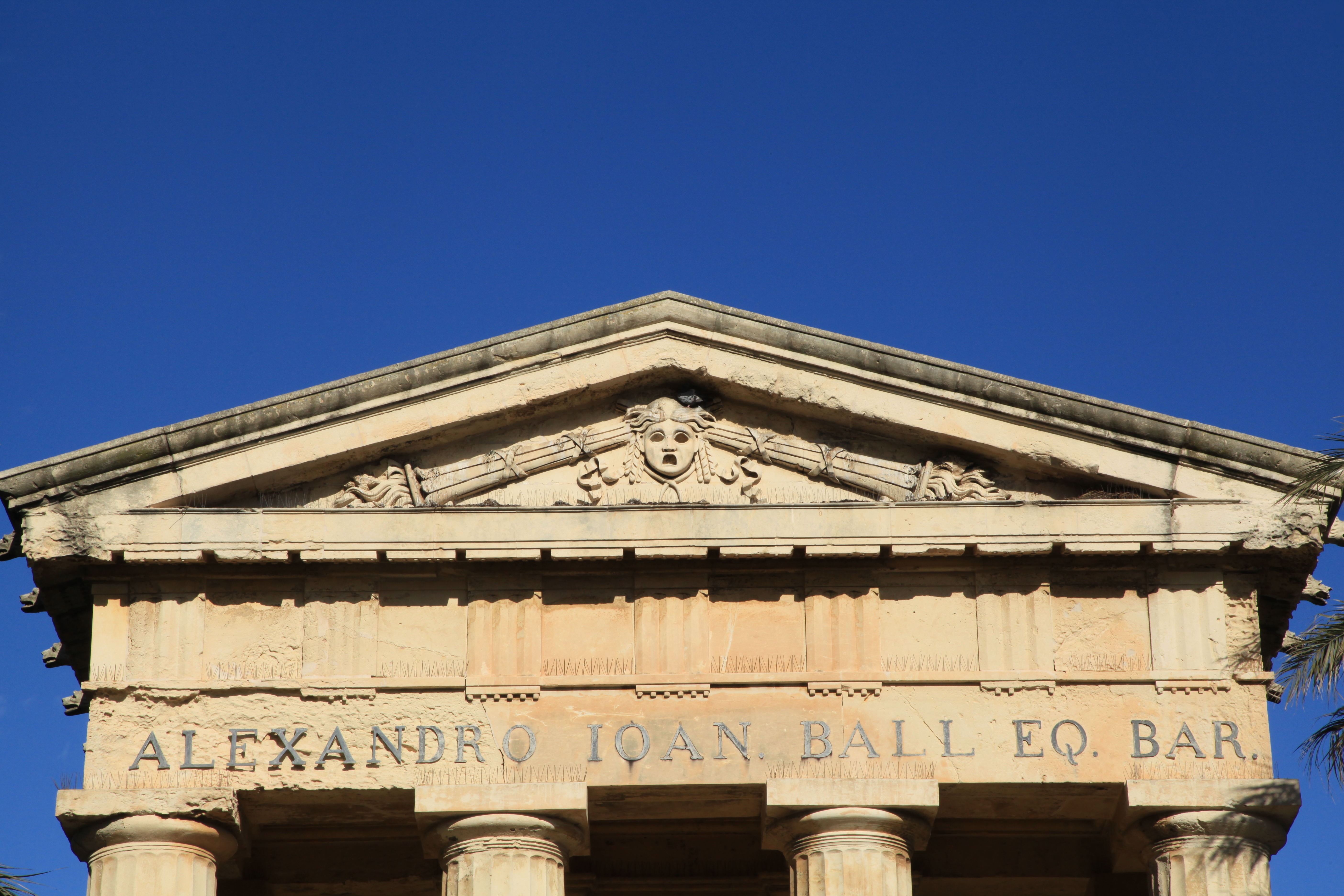
Particolare del frontone
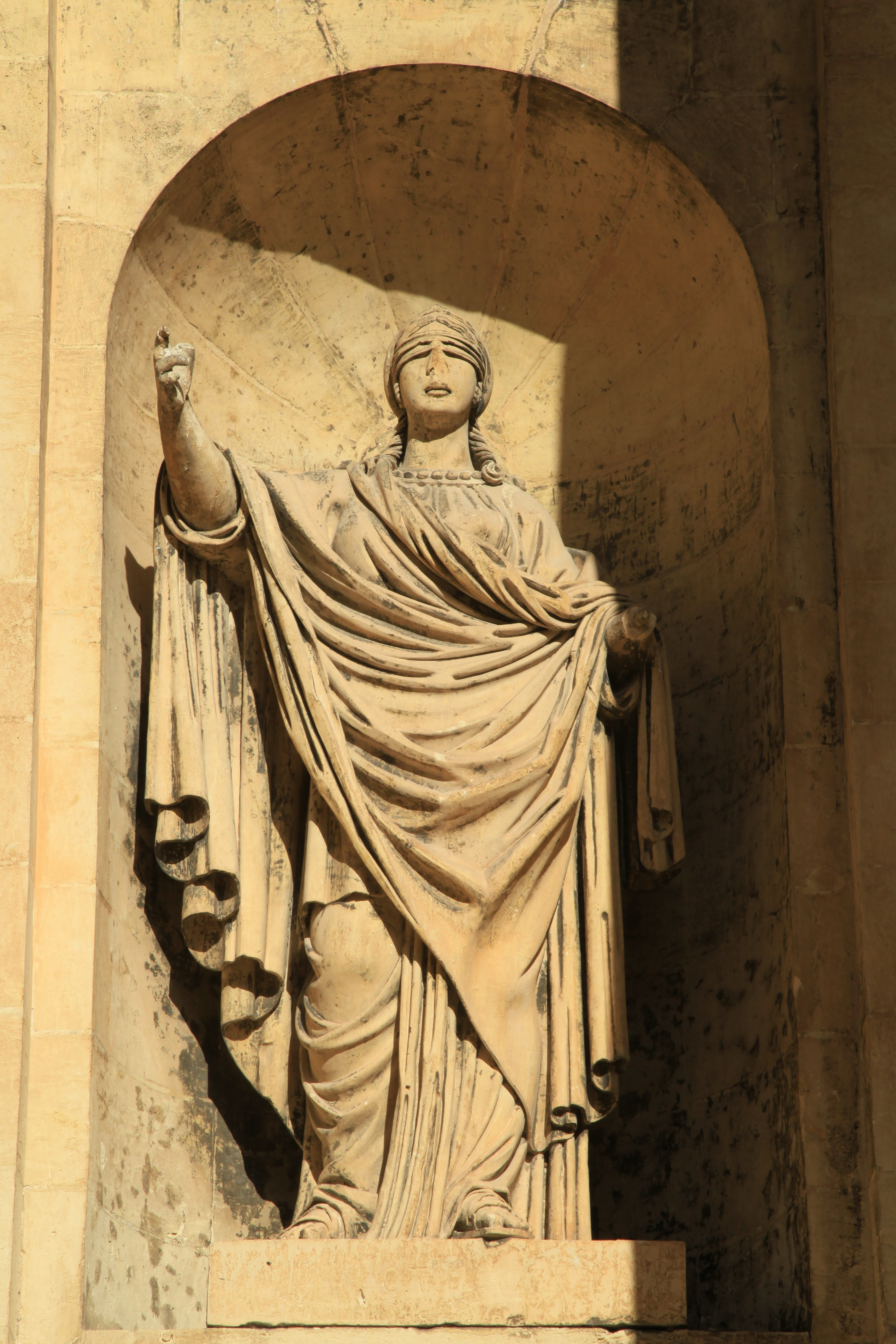
Una delle quattro allegorie di Dimech